# Gedik Ahmed Paša
Gedik Ahmed Paša (turško Gedik Ahmed Paşa, srbsko Гедик Ахмед-паша, Gedik Ahmed-paša) je bil osmanski državnik in admiral, ki je služil kot veliki vezir in kapudan paša (veliki admiral osmanske mornarice) v času vladavin sultanov Mehmeda II. in Bajazida II., * ni znano, † 18. november 1482, Edirne, Osmansko cesarstvo.
O mladosti in začetkih Gedik Ahmed Paševe kariere je zelo malo podatkov. Za njegovo domovino sta bili predlagani Srbija in Albanija. Turški zgodovinar in akademik Mükrimin Halil Yinanç je na podlagi neimenovanih, njemu dostopnih zahodnih virov celo trdil, da je bil  potomec bizantinske grške vladarske dinastije Paleologov. Kasnejša raziskava osmanskih arhivov v Vranju (jugovzhodna Srbija), ki jo je izvedel Aleksandar Stojanovski, je pokazala, da je bil Gedik Ahmed Paša član lokalne srbske fevdalne družine, rojen v  vasi Punoševce.
Kot poveljnik osmanske vojske je premagal zadnji anatolski bejlik (kneževino), Karamanide, ki se je upiral osmanski ekspanziji v karamanidski regiji. Karamanidi so obstajali skoraj dvesto let in bili sprva celo močnejša od Osmanov. Nasledili so Sultanat Rum, skupaj s Konyo, nekdanjo prestolnico Seldžukov. Zmaga Gedik Ahmed Paše nad Karamanidi leta 1471 in osvojitev njihovega ozemlja in sredozemsko obalne regije okoli Ermeneka, Görmelija in Silifkeja, se je izkazala za ključno za prihodnost Osmanov. 
Gedik Ahmed Paša se je vojskoval tudi v Sredozemlju proti Benečanom. Sultan ga je leta 1475 poslal na pomoč Krimskemu kanatu v vojni proti Genovski republiki. Na Krimu je osvojil Caffo, Soldaio, Cembalo, genovske gradove, kneževino Teodoro z njenim glavnim mestom Mangup in obalne regije Krima. Krimskega kana Menglija I. Geraja je rešil pred genovskimi silami. Po njegovi kampanji sta Krim in Čerkezija vstopila v osmansko vplivno sfero. 
Leta 1479 mu je sultan Mehmed II. kot sandžakbegu Avlone (Berat, Albanija) ukazal, naj z vojsko 10.000-40.000 vojaki oblega Skader. Kasneje istega leta mu je sultan ukazal, naj vodi osmansko mornarico v Sredozemskem morju v vojni proti Neaplju in Milanu. Med svojim pohodom je Gedik Ahmed Paša osvojil otoke Santa Maura (Lefkada), Kefalonija in Zante (Zakintos). Mehmed II. je po osvojitvi Konstantinopla leta 1453 v sebi videl naslednika Rimskega cesarstva in resno razmišljal o osvojitvi Italije, da bi ponovno združil rimske dežele pod osmansko oblastjo. Kot del tega načrta je bil Gedik Ahmed Paša poslan s pomorskimi silami na peto Apeninskega polotoka.
Po neuspelem poskusu osvojitve Rodosa, ki je bil v posesti Malteškega viteškega reda, je Ahmed leta 1480 uspešno zavzel italijansko pristaniško mesto Otranto, vendar se je moral zaradi pomanjkanja hrane in zalog še isto leto z večino svoje vojske vrniti v Albanijo in načrtovati nadaljevanje pohoda leta 1481. 
Njegove načrte je preprečila smrt Mehmeda II. Ahmed se je v boju za nasledstvo postavil na stran Bajazida II., ki mu ni popolnoma zaupal in ga je dal zapreti ter  18. novembra 1482 usmrtiti z zadavljenjem.